# کرتسفلد
کرتسفلد (به فرانسوی: Kertzfeld) یک کمون در فرانسه با جمعیت ۱٬۲۸۷ نفر است که در Canton of Benfeld واقع شده‌است.